# Jim Gerlach

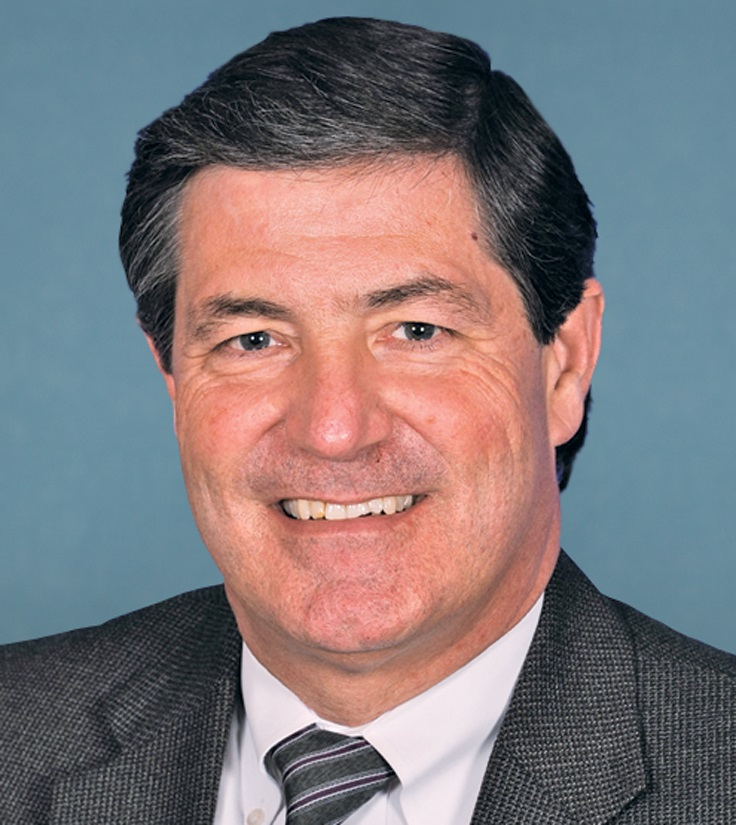
Jim Gerlach (2013)

James „Jim“ Gerlach (* 25. Februar 1955 in Ellwood City, Lawrence County, Pennsylvania) ist ein US-amerikanischer Politiker. Von 2003 bis 2015 vertrat er den Bundesstaat Pennsylvania im US-Repräsentantenhaus.

## Werdegang
Jim Gerlach besuchte bis 1980 das Dickinson College in Carlisle, wo er unter anderem Jura studierte. Nach seiner Zulassung als Rechtsanwalt begann er in diesem Beruf zu arbeiten. Gleichzeitig schlug er als Mitglied der Republikanischen Partei eine politische Laufbahn ein. Zwischen 1991 und 1994 war er Abgeordneter im Repräsentantenhaus von Pennsylvania; von 1995 bis 2002 gehörte er dem Staatssenat an.
Bei den Kongresswahlen des Jahres 2002 wurde Gerlach im sechsten Wahlbezirk von Pennsylvania in das US-Repräsentantenhaus in Washington, D.C. gewählt, wo er am 3. Januar 2003 die Nachfolge von Tim Holden antrat, der in den 17. Distrikt wechselte. Nach fünf Wiederwahlen konnte er sein Mandat im Kongress bis zum 3. Januar 2015 ausüben. In diese Zeit fielen unter anderem der Irakkrieg und der Militäreinsatz in Afghanistan. Gerlach war unter anderem Mitglied im Committee on Ways and Means und in zwei von dessen Unterausschüssen. Außerdem gehörte er sechs Congressional Caucuses an, darunter der International Conservation Caucus. Im Januar 2011 gründete er seinerseits den German-American Congressional Caucus, eine Gruppe von Kongressabgeordneten, die sich der Pflege der deutsch-amerikanischen Beziehungen widmet.
Im Januar 2014 kündigte er an, sich bei der Wahl 2014 nicht wieder zu bewerben und sich aus der Politik zurückzuziehen. Die Demokraten sahen dadurch in dem Wahlbezirk, den Mitt Romney 2012 mit 51 Prozent der Stimmen nur knapp gewann, eine Möglichkeit, den Sitz zu erobern. Jedoch blieb dieser durch den Sieg von Ryan Costello über den Gerlach bereits 2010 unterlegenen Manan Trivedi in republikanischer Hand.
Gerlach ist verheiratet und Vater von drei Kindern; privat lebt er in West Pikeland.